# Ipsibuffonella hyalina
Ipsibuffonella hyalina är en mossdjursart som beskrevs av William Roy Branch och Hayward 2005. Ipsibuffonella hyalina ingår i släktet Ipsibuffonella och familjen Buffonellodidae. Inga underarter finns listade i Catalogue of Life.